# Massimiliano d'Austria (arcivescovo)
Massimiliano d'Austria (Jaén, 13 novembre 1555 – Santiago de Compostela, 1º luglio 1614) è stato un arcivescovo cattolico spagnolo.

## Biografia
Fu figlio naturale di Leopoldo d'Austria, vescovo di Cordova (a sua volta figlio illegittimo dell'imperatore Massimiliano), e della dama catalana Catalina Axpert de Ponce. Fu battezzato nella chiesa di San Lorenzo a Jaén come figlio di padre ignoto; nel suo testamento del 1557 il padre lo nominò suo erede.
Crebbe sotto la protezione di Giovanna d'Austria, reggente di Castiglia; il re Filippo II gli concesse una casa ad Alcalá de Henares e gli affiancò dei precettori.
Fu inizialmente destinato alla carriera militare, ma fu poi avviato allo stato ecclesiastico. Fu abate nullius di Alcalá la Real dal 1583 al 1597, vescovo di Cadice dal 1597 al 1601, vescovo di Segovia dal 1601 al 1603 e, infine, arcivescovo metropolita di Santiago di Compostela dal 1603 alla morte.

## Genealogia episcopale
La genealogia episcopale è:
- Cardinale Diego Espinosa Arévalo
- Cardinale Gaspar de Quiroga y Vela
- Cardinale Rodrigo de Castro Osorio
- Cardinale Bernardo de Sandoval y Rojas
- Arcivescovo Massimiliano d'Austria